# Tarlan Aliyarbeyov
Tarlan Aliyarbeyov (en azéri : Tərlan Abdulla oğlu Əliyarbəyov ; né le 28 novembre à Chamakhi et mort le 15 février 1956 à Bakou) est un officier militaire azerbaïdjanais et soviétique, général de division.

## Études
En 1908, il est diplômé d'une école municipale de six ans à Chamakhi, après quoi il part pour Vladikavkaz afin d'entrer dans le corps des cadets. En 1910, Aliyarbekov entre à l'école militaire Mikhailovskoe à Tiflis. 

## Première Guerre mondiale
En 1914, Aliyarbekov est diplômé de l'école militaire de Tiflis en 1re catégorie. Pendant la Première Guerre mondiale, le sous-lieutenant Aliyarbekov commence à servir dans le 205e régiment d'infanterie Chamakhi sur le front allemand, commande ensuite une compagnie et un bataillon du régiment, et participe aux batailles sur ce front. Bientôt Aliyarbekov reçoit le grade de capitaine d'état-major. En mai 1916, il reçoit le grade de l'Ordre de Saint-Stanislas III avec des épées et un arc et le grade de l'Ordre de Sainte-Anne IV avec l'inscription « Pour la bravoure ». 
À l'été 1916, Tarlan Aliyarbekov est grièvement blessé pour la quatrième fois. Pendant un certain temps, le capitaine d'état-major Aliyarbeyov est soigné à l'hôpital de Brest. 

## Dans l'armée azerbaïdjanaise
Le 19 décembre 1918, le capitaine T. Aliyarbekov est recruté pour servir dans les troupes de la République d'Azerbaïdjan et envoyé au 2e régiment d'infanterie de Bakou. Le 7 mars 1919, par arrêté du ministre de la Guerre, le général d'artillerie Samadbek Mehmandarov, le capitaine du 2e régiment d'infanterie de Bakou, Aliyarbekov, est nommé adjoint par intérim du commandant militaire du district de Bakou.Le 24 novembre, sur ordre du gouvernement de la République d'Azerbaïdjan, l'assistant du commandant militaire du district de Bakou, le capitaine Aliyarbekov Tarlan est promu en lieutenant-colonel pour ses mérites.
En 1923-1929, il travaille comme assistant du commissaire militaire de la RSS d'Azerbaïdjan et chef du département territorial. En 1925-1931, il est élu membre du Comité exécutif central d'Azerbaïdjan. Aliyarbeyov est député du Soviet suprême de la RSS d'Azerbaïdjan. Il revient à Bakou en 1927 après avoir obtenu son diplôme de l'Académie militaire de haut commandement du nom de Frunze, et travaille pour former le personnel militaire national. En 1946-1948, il travaille comme vice-ministre de l'Éducation de la RSS d'Azerbaïdjan pour les affaires de défense.